# Miquel Bestard Cabot
Miquel Bestard Cabot (Bunyola, 9 de novembre de 1942) és un dirigent esportiu mallorquí. Fou president de la Federació de Futbol de les Illes Balears (FFIB) des de 2003 fins a 2022. També fou vicepresident de la Reial Federació Espanyola de Futbol (RFEF) des de 2018 fins a 2022.
Bestard ha estat vinculat al món del futbol des de la seva infantesa, primer com a futbolista i després entrenador en els clubs del seu poble (Atlètic de Bunyola, primer, i Joventut Bunyola, després). Posteriorment va donar el salt a la Federació de Futbol de les Illes Balears, com a seleccionador balear infantil i posteriorment seleccions d'altres categories. El 1997 fou nomenat president del Comitè Balear d'Entrenadors fins al 2003, any en què va assolir la presidència de la FFIB. Durant el seu mandat al capdavant de l'ens federatiu la institució va viure un creixement important, passant de 14.000 federats (2003) a 28.000 (2012) i es va inaugurar la nova seu federativa a les instal·lacions de l'antic Camp de Son Malferit (2015). Va anunciar la seva retirada el 2 de juliol de 2022, després de gairebé vint anys presidint l'ens federatiu. És pare del director de cinema Toni Bestard.
El 21 de maig de 2025 va presentar un llibre de caràcter biogràfic, escrit per Guillem Rosselló Bujosa.

## Reconeixements
- Medalla d'or de la Reial Federació Espanyola de Futbol (RFEF).[3]
- Insígnia d'or i brillants de l'Atlètic Balears (2011).[9]
- Distinció Cornelius Atticus del Govern de les Illes Balears (2012).[10][11]
- Insígnia d'or de l'Ajuntament de Bunyola i bateig del camp municipal amb el seu nom (2013).[12]
- Insígnia d'or de l'AE Palma Futsal (2016).[13]